# Xanthodes obsoleta
Xanthodes obsoleta är en fjärilsart som beskrevs av Embrik Strand 1917. Xanthodes obsoleta ingår i släktet Xanthodes och familjen trågspinnare. Inga underarter finns listade i Catalogue of Life.